# بنكسية رمادية
بنكسية رمادية (الاسم العلمي: Banksia incana) هي نوع نباتي يتبع جنس البنكسية من فصيلة البروطية.